# Łyżwiarstwo szybkie na Zimowych Igrzyskach Olimpijskich 1984
Zawody w łyżwiarstwie szybkim na Zimowych Igrzyskach Olimpijskich 1984 odbywały się w dniach 10 lutego – 16 lutego 1984 roku, do rywalizacji przystąpili mężczyźni i kobiety. Zawodnicy walczyli w pięciu konkurencjach: na 500 m, 1000 m, 1500 m, 5000 m, 10 000 m, a zawodniczki na dystansie: 500 m, 1000 m, 1500 m i 3000 m. Łącznie rozdanych zostało zatem osiem kompletów medali. Zawody odbywały się na torze lodowym Zetra Ice Rink.

## Terminarz
| Data           | Miejscowość | Konkurencja       | Złoto                | Srebro              | Brąz                |
| -------------- | ----------- | ----------------- | -------------------- | ------------------- | ------------------- |
| 9 lutego 1984  | Sarajewo    | 1500 m kobiet     | Karin Enke           | Andrea Schöne       | Natalja Pietrusiowa |
| 10 lutego 1984 | Sarajewo    | 500 m mężczyzn    | Siergiej Fokiczew    | Yoshihiro Kitazawa  | Gaétan Boucher      |
| 10 lutego 1984 | Sarajewo    | 500 m kobiet      | Christa Rothenburger | Karin Enke          | Natalja Szywie      |
| 12 lutego 1984 | Sarajewo    | 5000 m mężczyzn   | Tomas Gustafson      | Igor Małkow         | René Schöfisch      |
| 13 lutego 1984 | Sarajewo    | 1000 m kobiet     | Karin Enke           | Andrea Schöne       | Natalja Pietrusiowa |
| 14 lutego 1984 | Sarajewo    | 1000 m mężczyzn   | Gaétan Boucher       | Siergiej Chlebnikow | Kai Arne Engelstad  |
| 15 lutego 1984 | Sarajewo    | 3000 m kobiet     | Andrea Schöne        | Karin Enke          | Gabi Schönbrunn     |
| 16 lutego 1984 | Sarajewo    | 1500 m mężczyzn   | Gaétan Boucher       | Siergiej Chlebnikow | Oleg Bożjew         |
| 18 lutego 1984 | Sarajewo    | 10 000 m mężczyzn | Igor Małkow          | Tomas Gustafson     | René Schöfisch      |

## Mężczyźni

### 500 m
| Miejsce | Państwo           | Zawodnik           | Czas  | Strata |
| ------- | ----------------- | ------------------ | ----- | ------ |
|         | ZSRR              | Siergiej Fokiczew  | 38.19 |        |
|         | Japonia           | Yoshihiro Kitazawa | 38.30 | +0.11  |
|         | Kanada            | Gaétan Boucher     | 38.39 | +0.20  |
| 4.      | Stany Zjednoczone | Dan Jansen         | 38.55 | +0.36  |
| 5.      | Stany Zjednoczone | Nick Thometz       | 38.56 | +0.37  |
| 6.      | ZSRR              | Władimir Kozłow    | 38.57 | +0.38  |
| 7.      | Norwegia          | Frode Rønning      | 38.58 | +0.39  |
| 8.      | NRD               | Uwe-Jens Mey       | 38.65 | +0.46  |
| 9.      | ZSRR              | Aleksandr Danilin  | 38.66 | +0.47  |
| 10.     | Japonia           | Akira Kuroiwa      | 38.70 | +0.51  |

Data: 10 lutego 1984

### 1000 m
| Miejsce | Państwo           | Zawodnik             | Czas    | Strata |
| ------- | ----------------- | -------------------- | ------- | ------ |
|         | Kanada            | Gaétan Boucher       | 1:15.80 |        |
|         | ZSRR              | Siergiej Chlebnikow  | 1:16.63 | +0.83  |
|         | Norwegia          | Kai Arne Engelstad   | 1:16.75 | +0.95  |
| 4.      | Stany Zjednoczone | Nick Thometz         | 1:16.85 | +1.05  |
| 5.      | NRD               | André Hoffmann       | 1:17.33 | +1.53  |
| 6.      | ZSRR              | Wiktor Szaszerin     | 1:17.42 | +1.62  |
| 7.      | NRD               | Andreas Dietel       | 1:17.46 | +1.66  |
|         | Holandia          | Hilbert van der Duim | 1:17.46 | +1.66  |
| 9.      | Japonia           | Akira Kuroiwa        | 1:17.49 | +1.69  |
| 10.     | Holandia          | Hein Vergeer         | 1:17.57 | +1.77  |

Data: 14 lutego 1984

### 1500 m
| Miejsce | Państwo   | Zawodnik             | Czas    | Strata |
| ------- | --------- | -------------------- | ------- | ------ |
|         | Kanada    | Gaétan Boucher       | 1:58.36 |        |
|         | ZSRR      | Siergiej Chlebnikow  | 1:58.83 | +0.47  |
|         | ZSRR      | Oleg Bożjew          | 1:58.89 | +0.53  |
| 4.      | Francja   | Hans van Helden      | 1:59.39 | +1.03  |
| 5.      | NRD       | Andreas Ehrig        | 1:59.41 | +1.05  |
| 6.      | NRD       | Andreas Dietel       | 1:59.73 | +1.37  |
| 7.      | Holandia  | Hilbert van der Duim | 1:59.77 | +1.41  |
| 8.      | ZSRR      | Wiktor Szaszerin     | 1:59.81 | +1.45  |
| 9.      | Finlandia | Pertti Niittylä      | 2:00.01 | +1.65  |
| 10.     | Holandia  | Frits Schalij        | 2:00.14 | +1.78  |

Data: 16 lutego 1984

### 5000 m
| Miejsce | Państwo   | Zawodnik             | Czas    | Strata |
| ------- | --------- | -------------------- | ------- | ------ |
|         | Szwecja   | Tomas Gustafson      | 7:12.28 |        |
|         | ZSRR      | Igor Małkow          | 7:12.30 | +0.02  |
|         | NRD       | René Schöfisch       | 7:17.49 | +5.21  |
| 4.      | NRD       | Andreas Ehrig        | 7:17.63 | +5.35  |
| 5.      | ZSRR      | Oleg Bożjew          | 7:17.96 | +5.68  |
| 6.      | Finlandia | Pertti Niitylä       | 7:17.97 | +5.69  |
| 7.      | Norwegia  | Bjørn Nyland         | 7:18.27 | +5.99  |
| 8.      | Austria   | Werner Jäger         | 7:18.61 | +6.33  |
| 9.      | Holandia  | Hilbert van der Duim | 7:19.39 | +7.11  |
| 10.     | Norwegia  | Geir Karlstad        | 7:20.24 | +7.96  |

Data: 12 lutego 1984

### 10 000 m
| Miejsce | Państwo           | Zawodnik             | Czas     | Strata |
| ------- | ----------------- | -------------------- | -------- | ------ |
|         | ZSRR              | Igor Małkow          | 14:39.90 |        |
|         | Szwecja           | Tomas Gustafson      | 14:39.95 | +0.05  |
|         | NRD               | René Schöfisch       | 14:46.91 | +7.01  |
| 4.      | Norwegia          | Geir Karlstad        | 14:52.40 | +12.50 |
| 5.      | Austria           | Michael Hadschieff   | 14:53.78 | +13.88 |
| 6.      | ZSRR              | Dmitrij Boczkariow   | 14:55.65 | +15.75 |
| 7.      | Stany Zjednoczone | Michael Woods        | 14:57.30 | +17.40 |
| 8.      | Norwegia          | Henry Nilsen         | 14:57.81 | +17.91 |
| 9.      | Holandia          | Yep Kramer           | 14:59.89 | +19.99 |
| 10.     | Holandia          | Hilbert van der Duim | 15:01.24 | +21.34 |

Data: 18 lutego 1984

## Kobiety

### 500 m
| Miejsce | Państwo           | Zawodniczka          | Czas  | Strata |
| ------- | ----------------- | -------------------- | ----- | ------ |
|         | NRD               | Christa Rothenburger | 41.02 | OR     |
|         | NRD               | Karin Enke           | 41.28 | +0.26  |
|         | ZSRR              | Natalja Szywie       | 41.50 | +0.48  |
| 4.      | ZSRR              | Irina Kuleszowa      | 41.70 | +0.68  |
| 5.      | NRD               | Skadi Walter         | 42.16 | +1.14  |
| 6.      | ZSRR              | Natalja Pietrusiowa  | 42.19 | +1.17  |
| 7.      | RFN               | Monika Holzner       | 42.40 | +1.38  |
| 8.      | Stany Zjednoczone | Bonnie Blair         | 42.53 | +1.51  |
| 9.      | Polska            | Erwina Ryś-Ferens    | 42.71 | +1.69  |
| 10.     | Stany Zjednoczone | Katie Class          | 42.97 | +1.95  |
| . . .   |                   |                      |       |        |
| 14.     | Polska            | Zofia Tokarczyk      | 43.13 | +2.11  |
| 15.     | Polska            | Lilianna Morawiec    | 43.43 | +2.41  |

Data: 10 lutego 1984

### 1000 m
| Miejsce | Państwo  | Zawodniczka             | Czas    | Strata |
| ------- | -------- | ----------------------- | ------- | ------ |
|         | NRD      | Karin Enke              | 1:21.61 | OR     |
|         | NRD      | Andrea Schöne           | 1:22.83 | +1.22  |
|         | ZSRR     | Natalja Pietrusiowa     | 1:23.21 | +1.60  |
| 4.      | ZSRR     | Walentina Łalenkowa     | 1:23.68 | +2.07  |
| 5.      | NRD      | Christa Rothenburger    | 1:23.98 | +2.37  |
| 6.      | Holandia | Yvonne van Gennip       | 1:25.36 | +3.75  |
| 7.      | Polska   | Erwina Ryś-Ferens       | 1:25.81 | +4.20  |
| 8.      | RFN      | Monika Holzner          | 1:25.87 | +4.26  |
| 9.      | Szwecja  | Annette Carlén-Karlsson | 1:26.15 | +4.54  |
| 10.     | Polska   | Lilianna Morawiec       | 1:26.53 | +4.92  |
| . . .   |          |                         |         |        |
| 14.     | Polska   | Zofia Tokarczyk         | 1:26.95 | +5.34  |

Data: 13 lutego 1984

### 1500 m
| Miejsce | Państwo  | Zawodniczka         | Czas    | Strata |
| ------- | -------- | ------------------- | ------- | ------ |
|         | NRD      | Karin Enke          | 2:03.42 | WR     |
|         | NRD      | Andrea Schöne       | 2:05.29 | +1.87  |
|         | ZSRR     | Natalja Pietrusiowa | 2:05.78 | +2.36  |
| 4.      | NRD      | Gabi Schönbrunn     | 2:07.69 | +4.27  |
| 5.      | Polska   | Erwina Ryś-Ferens   | 2:08.08 | +4.66  |
| 6.      | ZSRR     | Walentina Łalenkowa | 2:08.17 | +4.75  |
| 7.      | ZSRR     | Natalja Kurowa      | 2:08.41 | +4.99  |
| 8.      | Norwegia | Bjørg Eva Jensen    | 2:09.53 | +6.11  |
| 9.      | Holandia | Thea Limbach        | 2:10.35 | +6.93  |
| 10.     | RFN      | Sigrid Smuda        | 2:10.55 | +7.13  |
| . . .   |          |                     |         |        |
| 30.     | Polska   | Zofia Tokarczyk     | 2:39.37 | +35.95 |

Data: 9 lutego 1984

### 3000 m
| Miejsce | Państwo           | Zawodniczka         | Czas    | Strata |
| ------- | ----------------- | ------------------- | ------- | ------ |
|         | NRD               | Andrea Schöne       | 4:24.79 | OR     |
|         | NRD               | Karin Enke          | 4:26.33 | +1.54  |
|         | NRD               | Gabi Schönbrunn     | 4:33.13 | +8.34  |
| 4.      | ZSRR              | Olga Pleszkowa      | 4:34.42 | +9.63  |
| 5.      | Holandia          | Yvonne van Gennip   | 4:34.80 | +10.01 |
| 6.      | Stany Zjednoczone | Mary Docter         | 4:36.25 | +11.46 |
| 7.      | Norwegia          | Bjørg Eva Jensen    | 4:36.28 | +11.49 |
| 8.      | ZSRR              | Walentina Łalenkowa | 4:37.36 | +12.79 |
| 9.      | ZSRR              | Natalja Pietrusiowa | 4:39.36 | +14.79 |
| 10.     | Stany Zjednoczone | Nancy Swider-Peltz  | 4:40.10 | +15.31 |
| . . .   |                   |                     |         |        |
| 14.     | Polska            | Erwina Ryś-Ferens   | 4:42.90 | +18.11 |

Data: 15 lutego 1984

## Tabela medalowa
| Lp. | Kraj     | złoto | srebro | brąz | razem |
| --- | -------- | ----- | ------ | ---- | ----- |
| 1.  | NRD      | 4     | 4      | 3    | 11    |
| 2.  | ZSRR     | 2     | 3      | 4    | 9     |
| 3.  | Kanada   | 2     | 0      | 1    | 3     |
| 4.  | Szwecja  | 1     | 1      | 0    | 2     |
| 5.  | Japonia  | 0     | 1      | 0    | 1     |
| 6.  | Norwegia | 0     | 0      | 1    | 1     |